# Друг пісні
«Друг пісні» — радянський чорно-білий музичний художній фільм 1961 року, знятий Пеепом Касесалу і Юлієм Фогельманом на кіностудії «Талліннфільм».

## Сюжет
Фільм оповідає про художню самодіяльність на селі. На думку голови колгоспу Палька, мистецька самодіяльність відволікає молодь від роботи. Через що він забороняє хорового колективу, а острівець, на якому раніше проходили співи, перетворив на свинарник. Проте до колгоспу приїхав на практику студент Канарбік, який виявився добрим диригентом. Співаки відновилися. Відбіркова комісія із Таллінна висуває колгоспний хор на республіканську олімпіаду. За організатора хору помилково сприймають голову колгоспу Палька. Кореспондентка пише про нього в газеті як про друга пісні. Але насправді «друг пісні» перешкоджає заняттям хору, не дозволяє учасникам виїхати на олімпіаду. Тільки завдяки розумній, справедливій критиці всього колективу Пальк нарешті усвідомлює свої помилки.

## У ролях
- Ільмар Таммур — Пальк, голова колгоспу
- Рамонс Кепе — Канарбік, студент-практикант
- Юхан Війдінг — епізод
- Карл Калкун — Оскар Каллак, бригадир
- Еве Ківі — Айме, репортер-практикант
- Бетті Куускемаа — Марі, мати Оскара Каллака
- Валдеко Ратассепп — Ківі, парторг
- Айно Сееп —Лінда, дружина Оскара Каллака
- Вальтер Соосирв — Саммас, старшина хору
- Юрі Ярвет — Отт Куу, тракторист
- Леїлі Яератс — Малл, дочка Палька, свинарка
- Яан Сауль — епізод
- Лайне Месікяпп — епізод

## Знімальна група
- Режисери — Пееп Касесалу, Юлій Фогельман
- Сценарист — Егон Раннет
- Оператор — Юлій Фогельман
- Композитор — В. Ояакяр
- Художник — Рейн Раамат